# Champlin (Ardennes)
Champlin ist eine französische Gemeinde mit 74 Einwohnern (Stand 1. Januar 2022) im Département Ardennes in der Region Grand Est (vor 2016: Champagne-Ardenne). Sie gehört zum Arrondissement Charleville-Mézières, zum Kanton Signy-l’Abbaye und zum Gemeindeverband Ardennes Thiérache. 

## Geographie
Die Gemeinde liegt im 2011 gegründeten Regionalen Naturpark Ardennen. Umgeben wird Champlin von den Nachbargemeinden Antheny im Norden, Auvillers-les-Forges und Girondelle im Nordosten, Estrebay im Osten, Aouste im Süden sowie Rumigny im Südwesten.

## Bevölkerungsentwicklung
| Jahr                       | 1962 | 1968 | 1975 | 1982 | 1990 | 1999 | 2006 | 2011 | 2019 |
| Einwohner                  | 114  | 106  | 73   | 75   | 74   | 80   | 74   | 79   | 72   |
| Quellen: Cassini und INSEE |      |      |      |      |      |      |      |      |      |

## Sehenswürdigkeiten

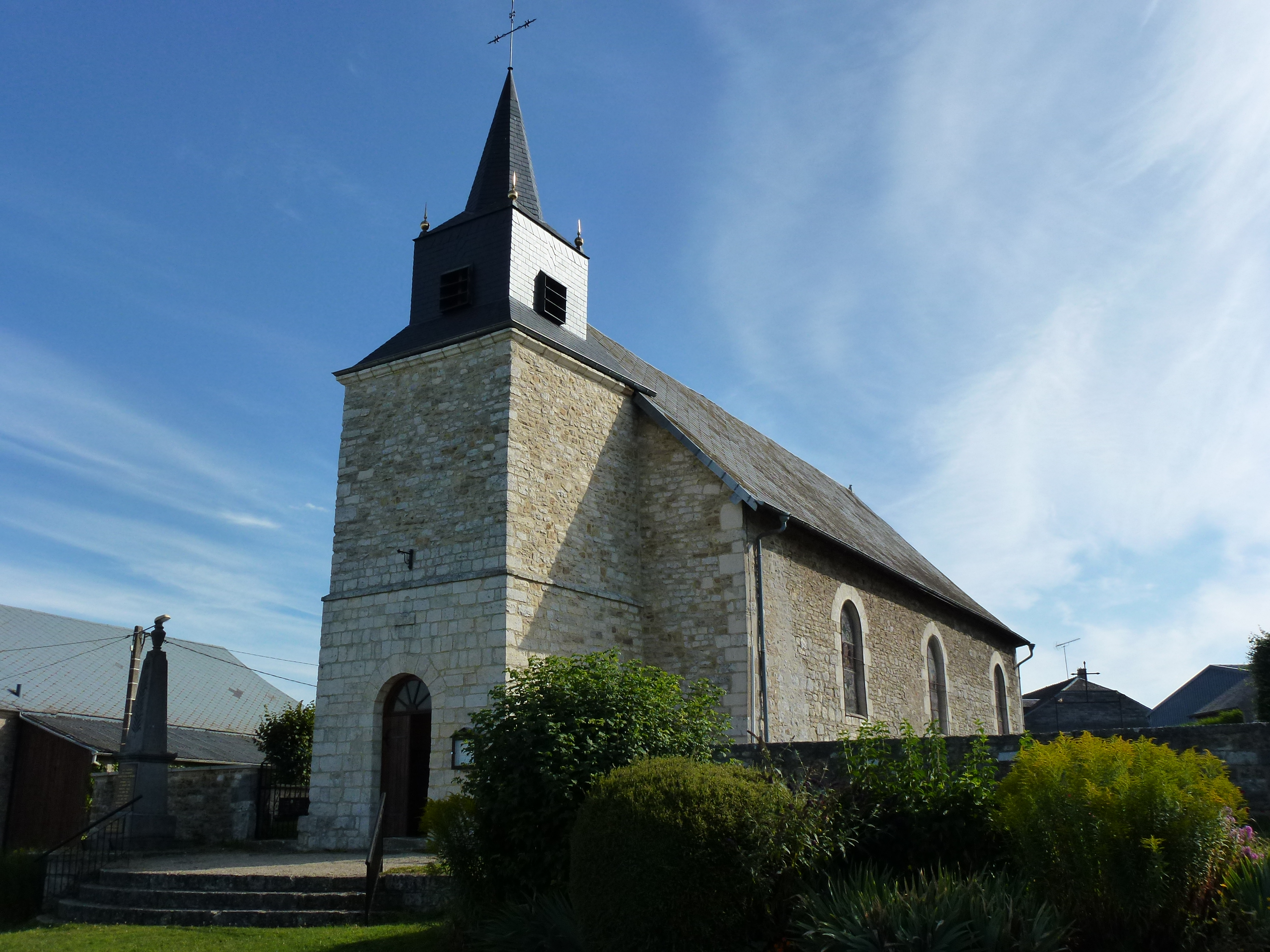
Kirche Sainte-Marguerite

- Kirche Sainte-Marguerite